# Zug Open
Zug Open, tên chính thức là Finaport Zug Open, là một giải quần vợt chuyên nghiệp thi đấu trên sân đất nện. Giải đấu nằm trong Challenger Tour của Hiệp hội Quần vợt Chuyên nghiệp (ATP). Giải đấu được tổ chức tại Zug, Thụy Sĩ từ năm 2022.

## Kết quả chung kết

### Đánh đơn
| Năm  | Vô địch            | Á quân         | Tỉ số         |
| ---- | ------------------ | -------------- | ------------- |
| 2023 | Arthur Rinderknech | Joris De Loore | 3–6, 6–3, 6–4 |
| 2022 | Dominic Stricker   | Ernests Gulbis | 5–7, 6–1, 6–3 |

### Đánh đôi
| Năm  | Vô địch                    | Á quân                                  | Tỉ số    |
| ---- | -------------------------- | --------------------------------------- | -------- |
| 2023 | Théo Arribagé Luca Sanchez | Ergi Kırkın Dalibor Svrčina             | 6–3, 7–5 |
| 2022 | Zdeněk Kolář Adam Pavlásek | Karol Drzewiecki Patrik Niklas-Salminen | 6–3, 7–5 |